# Egoland
Egoland er en dansk tegneserie af Ivar Gjørup (kunstnernavn Olfax). Tegneserien udkom fra 24. august 1984 som daglig stribe i Information. Den flyttede siden til Politiken, hvor den sidste udgave udkom pinsedag 31. maj 2009. De enkelte serier er løbende udgivet som album.
Handlingen udspiller sig på et sindssygehospital, hvor hovedpersonerne er indlagte og personale.
Pointen har ofte en filosofisk vinkel. Handlingen peger gerne tilbage til striben selv.

## Figurer
Hovedpersonerne i serien er:
- Divus Madsen, indlagt og Exam. Gud i egen forestilling.
- Sandra, indlagt, Divus' hustru med en tendens til sortsyn og klarsyn.
- Kurt, indlagt, gennemlever en lang række paranoiaer.
- Super-Egon, indlagt, en parallel til Superman (en ældre Supermand er også med i serien). (Sammenlign med det psykologiske begrep Superego.)
- Overlægen, arbejder hårdt på at overbevise sig selv og Divus om, at Divus ikke er guddommelig.

## Album
1. Hvor der er verdensrum er der husrum
2. Røven af 4. dimension
3. Hunnen er menneskets bedste ven
4. Hjertets renhed er at ville et eller andet
5. Gid Gud Gad
6. Madsens konstans
7. 1/2LELUJA !
8. Homo Zapiens
9. En VidBog om Øvropa
10. Af ord er du kommet
11. Udødelighed varer ikke evigt
12. Og Gud saa at alt var fedt.
13. Trettende Morskab
14. DNABC for begyndere
15. Nåde for noget
16. Phiis und Ballade
17. Livet er ikke selvbiografisk
18. Menighed gør stærk
19. Tabula Rasa